# Школа № 1579
Школа № 1579 (ранее гимназия № 1579) — государственное бюджетное общеобразовательное учреждение города Москвы. Расположена в районе Москворечье-Сабурово Южного административного округа. Основана в 1964 году как школа № 579. С 2004 года директором гимназии является Марина Феликсовна Кудинова. Гимназия состоит из четырёх структурных подразделений, в которых обучаются около 1600 человек.

## История
После того как в 1960 году деревня Дьяковское вошла в состав Москвы, для местной школы было решено построить новое здание. Строительство было начато в 1962 году, однако из-за обнаруженного плывуна новая школа № 579 была открыта только в 1964 году. Здание построено по типовому проекту МЮ. Первым директором школы стала Раиса Колоскова.
С 1966 года в школе активно ведётся краеведческая работа. В 1971 году был создан краеведческий музей «Родное Подмосковье». Основателем и первым руководителем музея была учительница географии депутат Верховного Совета СССР З. В. Киселёва. В школе № 579 проходили педагогическую практику студенты МГПИ им. В. И. Ленина, МОПИ им. Н. К. Крупской и других учебных заведений.
В 1969 году в школе был открыт музей венгерского гимнаста Ференца Патаки. Также действовал Клуб интернациональной дружбы. Школу периодически посещали делегации из зарубежных стран.
Ученики проводили поисковую работу, посвящённую героям-панфиловцам. В 1976 году в школе был открыт мемориал 28 героям-панфиловцам. Школьный патриотический клуб «Панфиловец» возобновил свою работу в 2001 году.
С 1982 по 2004 год школой руководила заслуженный учитель России Кира Стрижова. В 1995 году школа начала выпускать литературные и историко-литературные альманахи. В 2000 году школа получила статус гимназии и нынешний номер 1579. С 2002 года гимназия является городской экспериментальной площадкой по теме «Психолого-педагогическая поддержка участников образовательного процесса». В 2011 году в гимназии был устроен пресс-центр «Пламя», где дети постигают основы журналистики.
В 2013 году в результате реорганизации к гимназии № 1579 были присоединены школа № 511, детские сады № 2068 и № 2273. 5 ноября 2014 года в присутствии мэра Москвы Сергея Собянина было открыто новое здание дошкольного отделения гимназии, построенное вместо старого детского сада № 2273.
Одним из самых известных выпускников школы является российский тележурналист Эрнест Мацкявичюс.

## Положение в рейтингах
Гимназия № 1579 регулярно входит в рейтинги лучших школ Москвы, составленные департаментом образования по результатам образовательной деятельности:
| Год   | 2012 | 2013 | 2014 | 2015 | 2016 | 2017 |
| ----- | ---- | ---- | ---- | ---- | ---- | ---- |
| Место | 249  | 150  | 143  | 288  | 218  | 166  |